# Condilo laterale del femore
Il condilo laterale del femore è una delle due protuberanze che si trovano sulla estremità inferiore del femore.

## Galleria d'immagini

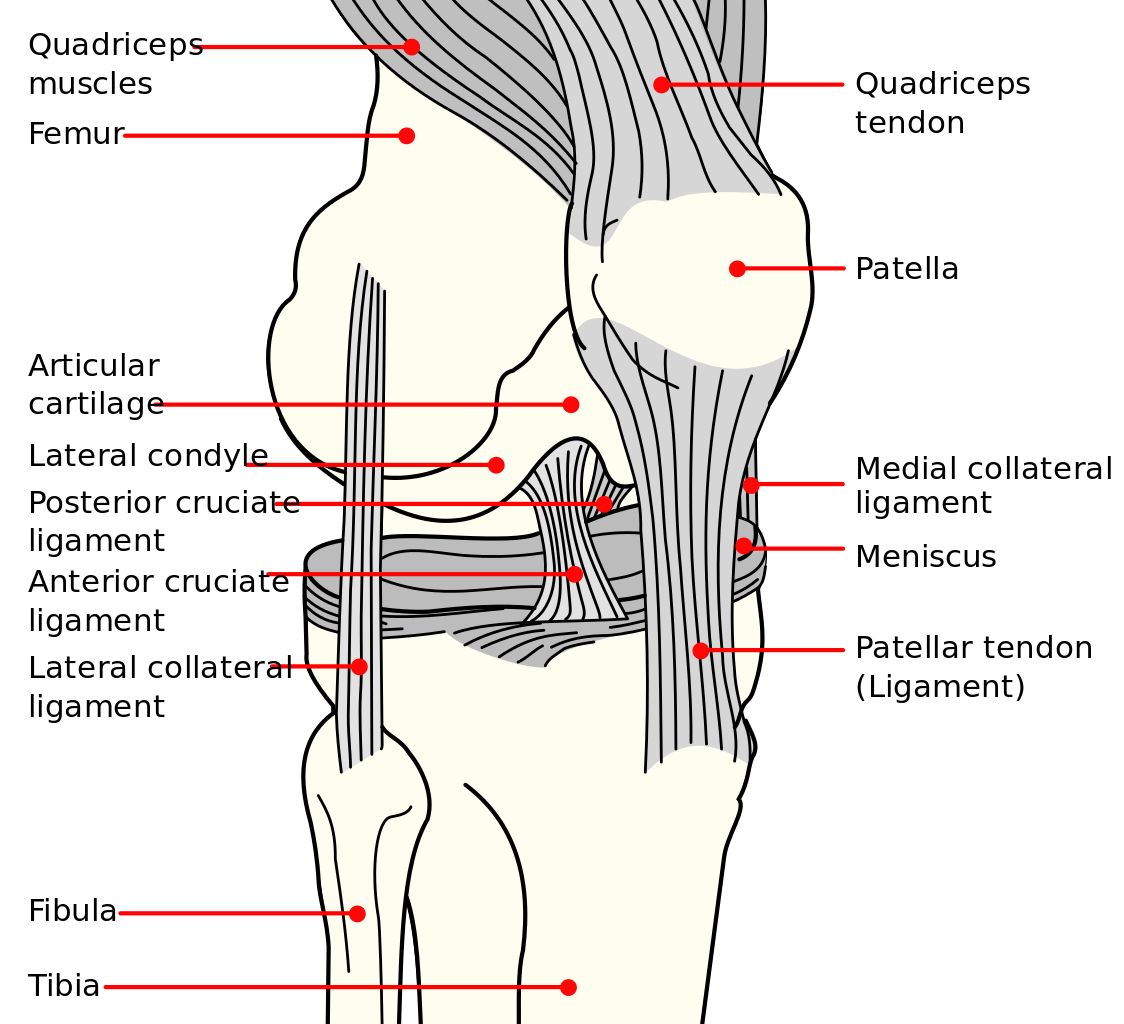
Schema del ginocchio
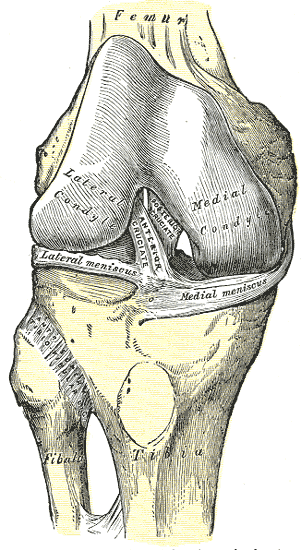
Articolazione del ginocchio destro, vista anteriormente; sono visibili i due condili del femore
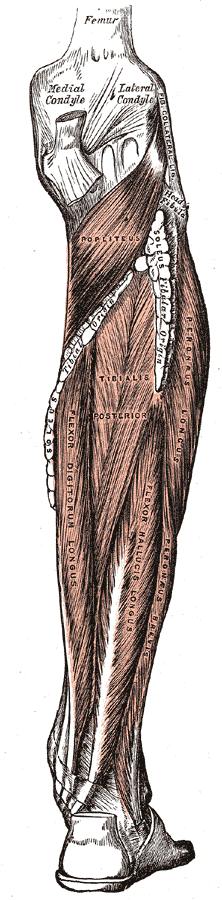
Strato profondo dei muscoli della parte posteriore della gamba
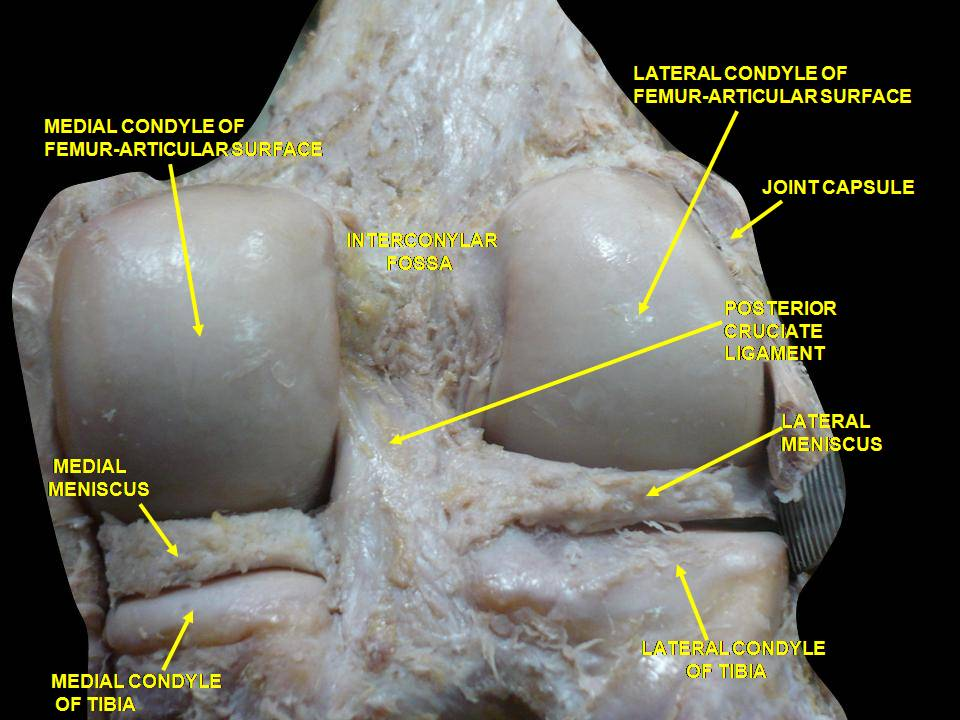
Vista posteriore, in dissezione profonda, del ginocchio destro in estensione. A destra è visibile il condilo laterale del femore